# Simulación espacial

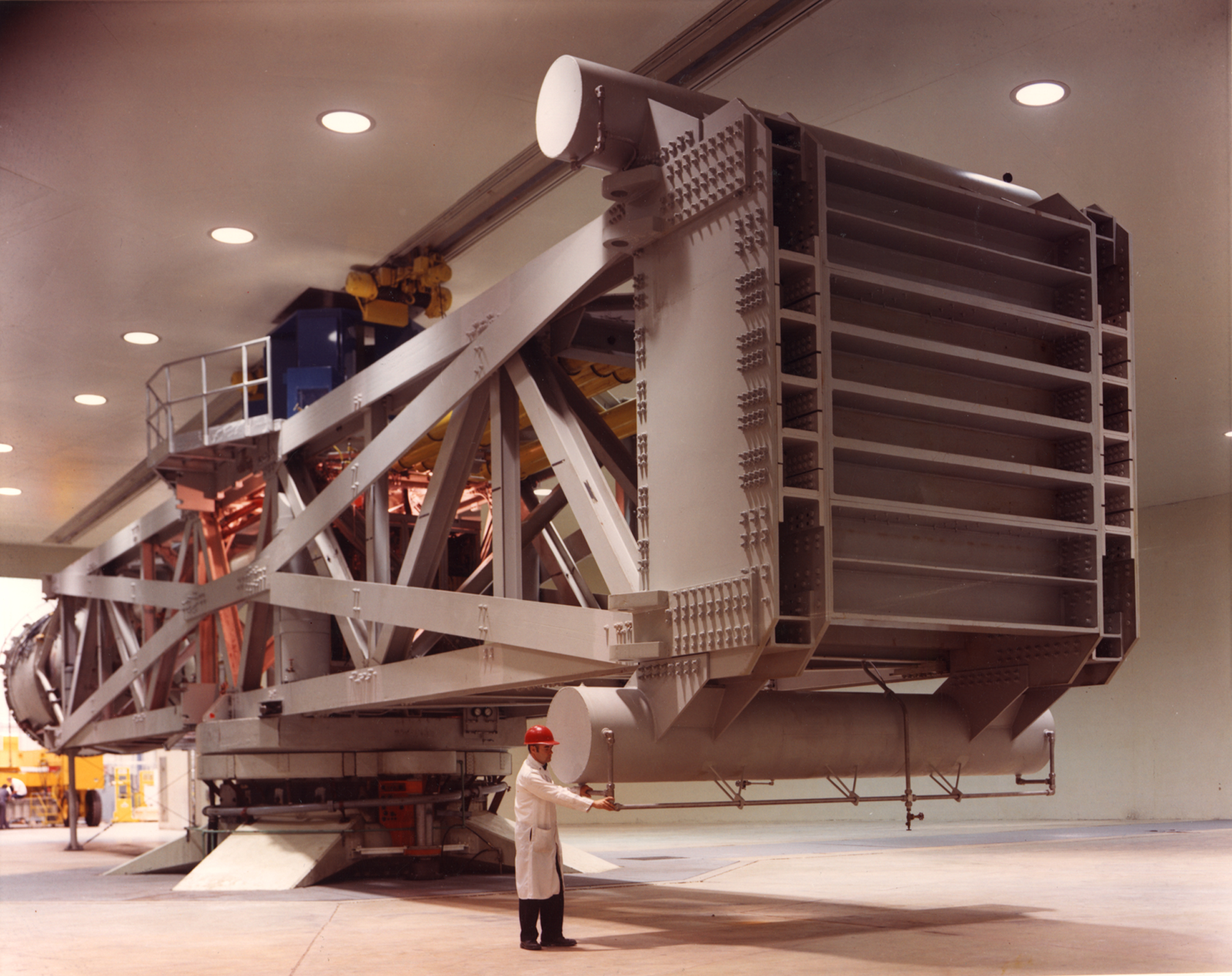
Banco de pruebas (centrífuga, vibración) para equipos espaciales.

Un simulador espacial es un sistema que intenta replicar o simular de la manera más realista posible, el espacio exterior o el vuelo en una nave espacial. Esto incluye una réplica de una cabina de vuelo, montada sobre brazos hidráulicos, controlados por computadoras o complejos tanques de agua, para la simulación de ingravidez. Los simuladores de vuelos espaciales son usados casi exclusivamente por la industria aeroespacial y militar, para el entrenamiento de cosmonautas o astronautas, diseño de aeronaves y simulación de desastres.
Existen dispositivos conocidos, usados por científicos para estudiar la física y el medio ambiente del espacio exterior, tales como el Large Space Simulator (Gran Simulador Espacial), ubicado en el European Space Research and Technology Centre, y el Space Simulator (Simulador Espacial), que se encuentra en el Laboratorio Nacional de Los Álamos.